# Relações internacionais da Índia
O Ministério de Relações Exteriores é a agência governamental responsável pela condução das relações internacionais da República da Índia. A Índia possui relações diplomáticas formais com a maioria das nações; É o segundo país mais populoso do mundo, a democracia mais populosa e a economia de mais rápido crescimento. Com a sexta maior despesa militar do mundo, a terceira maior força armada, a sétima maior economia por taxas nominais e a terceira maior economia em termos de paridade do poder de compra, a Índia é uma potência regional, uma potência mundial nascente e uma potencial superpotência. A Índia também possui uma crescente influência internacional e uma voz proeminente nos assuntos globais.
A Índia é um país recém-industrializado, tem uma história de colaboração com vários países, é um componente dos BRICS e uma grande parte do mundo em desenvolvimento. A Índia foi um dos membros fundadores de várias organizações internacionais - as Nações Unidas, o Banco Asiático de Desenvolvimento, o Novo Banco de Desenvolvimento dos BRICS, o G-20, além de ser o fundador do Movimento dos Países Não Alinhados.

## Relações bilaterais

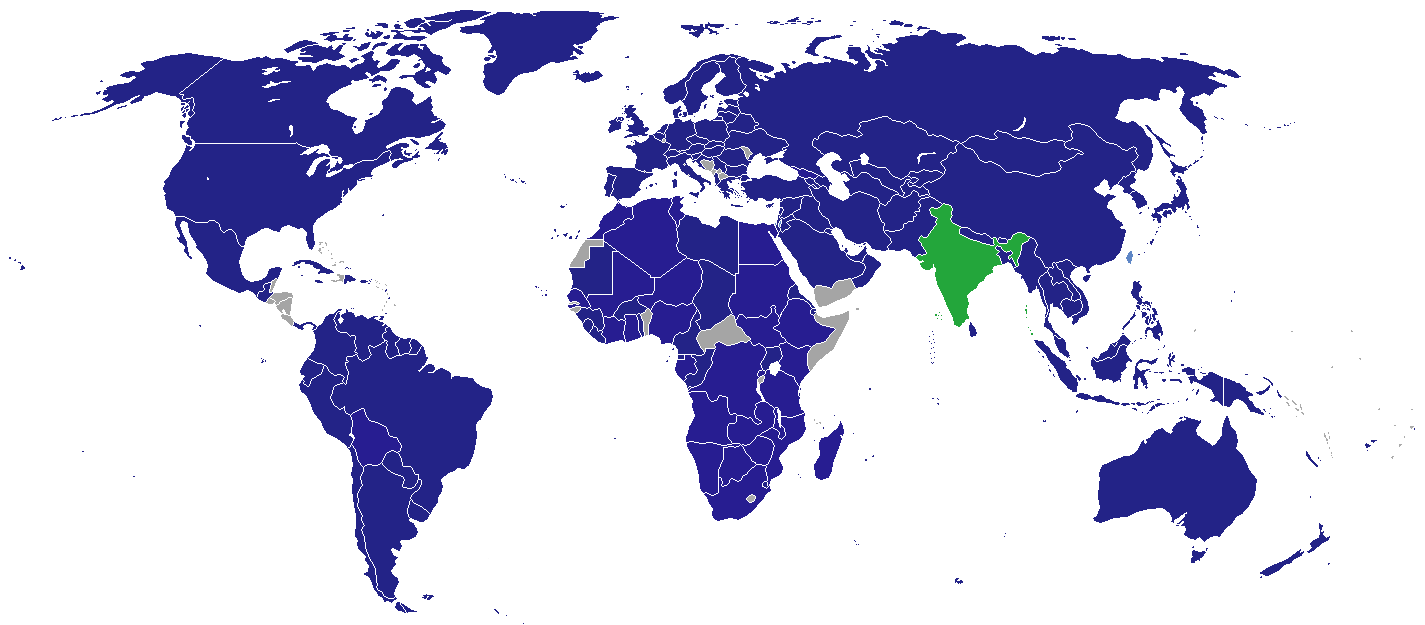
Missões diplomáticas da Índia:
Índia
Embaixadas e Consulados
Sem missões diplomáticas

### Américas
Brasil
As relações entre Brasil e Índia abrangem várias áreas de cooperação bilateral como ciência e tecnologia, indústria farmacêutica e aeroespacial e cultura. Ambos os países são membros do BRICS e ultrapassaram a marca de 3 bilhões de dólares em transações comerciais em 2004. A Índia deposita uma forte consideração pela relação diplomática com países do continente americano, especialmente Brasil e Argentina. Ambos os países buscam maior participação no Conselho de Segurança das Nações Unidas, sendo membros fundadores do grupo Nações G4.
Estados Unidos
Antes e durante a Segunda Guerra Mundial, os Estados Unidos apoiaram o movimento de independência da Índia apesar da relação estreita com o Reino Unido. No entanto, os países se distanciaram após a independência indiana, quando o país asiático tornou-se uma liderança dentro do Movimento Não-Alinhado e buscou apoio da União Soviética. Em 1962, os Estados Unidos apoiaram brevemente a Índia na guerra contra a China, mas mantiveram-se alinhados ao Paquistão em oposição aos regimes apoiados por Moscou. Em 1971, a Índia assinou o Tratado de Amizade e Cooperação Indo-Soviético, ampliando suas relações com a União Soviética e afastando-se dos Estados Unidos na esfera global.
Após a Guerra Sino-Indiana e a Guerra Indo-Paquistanesa de 1965, a Índia mudou fortemente sua política externa alinhando-se à União Soviética e buscando apoio financeiro e militar de países aliados. As relações com os Estados Unidos tiveram uma baixa considerável quando os soviéticos assumiram o controle do Afeganistão com apoio da Índia.

### Ásia

#### Afeganistão
As relações bilaterais entre Afeganistão e Índia são historicamente próximas e fortes. A Índia foi o primeiro país do sul asiático a reconhecer a independência afegã durante a década de 1980, mas as relações entre os países se deterioram com as guerras civis afegãs e a eventual tomada de poder pelo Taliban. Nos anos recentes, o governo indiano forneceu apoio humanitário e financeiro ao governo afegão democraticamente eleito que reforçou seus laços com o país vizinho. A Índia ainda busca uma política de apaziguamento regional para contrabalancear com a influência regional do Paquistão, que mantém militantes islâmicos em regiões do norte indiano. A Índia é o maior investidor externo do Afeganistão, tendo direcionado mais de 3 bilhões de dólares para reconstrução do país nos anos recentes.